# Музей Яниса Акуратера
Музей Яниса Акуратера (также встречается транслитерация Музей Яниса Акуратерса; латыш. Jāņa Akuratera muzejs) — мемориальный дом-музей, экспозиция которого посвящена жизни и творчеству латышского писателя Яниса Акуратера.

## О музее
Музей был открыт в 1991 году и являлся филиалом Музея истории литературы и искусства. С 2009 года входит в Объединение мемориальных музеев Латвии.
Расположен в собственном деревянном доме семьи Яниса Акуратера, построенном по проекту архитектора Вернера Витанда в 1933 году в Торнякалнсе, на левом берегу Даугавы.
Экспозиция музея размещена в пяти помещениях на двух этажах дома.
- Каминный зал. Камин выполнен по эскизу Николаса Струнке, мебель в стиле бидермейера первой половины XIX века.
- Столовая. В центре комнаты — большой обеденный стол, изготовленный по заказу в 1924 году.
- Кабинет. Письменный стол писателя и библиотека с книгами на латышском, немецком, русском, французском и норвежском языках.
- Светлый салон. Комната отдыха, обставленная мебелью в стиле Людовика XVI.
- Комната Анны Марии, жены писателя. Интерьер соответствует общим тенденциям 1920—1930 годов.

В музее выставлена коллекция картин — эскизы итальянских городов Николаса Струнке, городские зарисовки Ольгерта Салдавса, латгальские пейзажи Оскара Калейса, парадный портрет поэта работы Георга Шенберга, портрет Лаймы Акуратере кисти Валдемара Тоне и ряд произведений других авторов.
Музей делает акцент на работу со студентами и школьниками. В его стенах проводятся разнообразные тематические выставки и вечера поэзии. Через дорогу находится мемориальный дом-музей поэта Ояра Вациетиса, что позволяет совместно осуществлять некоторые культурные проекты, такие, как например, ставшая традиционной «Ночь музеев».

## Музейные выставки

##### Выборочно
- Янис Акуратерс и Национальный театр
- Радужный ветер
- Хижина лейтенанта Томаса Глана
- Под берёзами
- Три песни. Сто лет со дня рождения Лаймы Акуратере

## Руководство музея
- Директор музея — Рута Цимдиня
- Главный специалист — Майра Валтере

## Адрес
- Рига, ул. О. Вациетиса, 6а (Rīga, Ojāra Vācieša iela 6a, Latvija)